# Anonyx gurjanovai
Anonyx gurjanovai är en kräftdjursart som beskrevs av Edward Strieby Steele 1986. Anonyx gurjanovai ingår i släktet Anonyx och familjen Uristidae. Inga underarter finns listade i Catalogue of Life.